# ديفيد بريدن
ديفيد بريدن (بالإنجليزية: David Breeden)‏ هو معلم موسيقى أمريكي، ولد في 19 يوليو 1946 في فورت وورث في الولايات المتحدة، وتوفي في 22 يونيو 2005 في بيلمونت في الولايات المتحدة.